# Campeonato Potiguar de Futebol - Segunda Divisão
O Campeonato Potiguar de Futebol da Segunda Divisão  é a divisão de acesso ao Campeonato Potiguar de Futebol.

## Edição atual
| Equipe              | Cidade        | Em 2024              | Estádio             | Capacidade | Títulos               |
| Alecrim             | Natal         | 2º (Segunda Divisão) | Domição             | 2 000      | 1 (2022)              |
| Mossoró             | Mossoró       | Não participou       | Edgarzão            | 4 000      | 0 (não possui)        |
| Baraúnas            | Mossoró       | Não participou       | Edgarzão            | 4 000      | 1 (2023)              |
| QFC                 | Natal         | 3º (Segunda Divisão) | Pascoal de Lima     | 4 000      | 0 (não possui)        |
| Rio Grande SAF      | Natal         | 4º (Segunda Divisão) | Nazarenão           | 7 000      | 0 (não possui)        |
| Potyguar Seridoense | Currais Novos | Não participou       | Bezerrão            | 1 600      | 3 (2007, 2012 e 2021) |
| Visão Celeste       | Parnamirim    | Não participou       | Arena América       | 5 000      | 0 (não possui)        |
| UNIVAP              | Apodi         | 5º (Segunda Divisão) | Antônio Lopes Filho | 5 000      | 0 (não possui)        |

## Edições
- nota A. [A] Em 2001, não houve um campeonato oficial, mas sim um Torneio Seletivo Qualificatório para o Campeonato Potiguar de 2002.

## Títulos

### Por clube
| Clube                                   | Campeão | Anos do Títulos         | Vice | Anos do Vice            |
| --------------------------------------- | ------- | ----------------------- | ---- | ----------------------- |
| Força e Luz (Natal)                     | 4       | 1969, 2014, 2017 e 2019 | 0    |                         |
| Potyguar Seridoense (Currais Novos)     | 3       | 2007, 2012 e 2021       | 0    |                         |
| Palmeira (Goianinha)                    | 2       | 2018 e 2020             | 1    | 2010                    |
| Alecrim (Natal)                         | 1       | 2022                    | 4    | 2018, 2019, 2020 e 2024 |
| Guamaré (Guamaré)                       | 1       | 2006                    | 1    | 2005                    |
| Santa Cruz de Natal (Natal)             | 1       | 2016                    | 1    | 2015                    |
| Laguna (Tibau do Sul)                   | 1       | 2024                    | 1    | 2022                    |
| Atlético (Ceará-Mirim)                  | 1       | 1947                    | 0    |                         |
| Racing Club (Natal)                     | 1       | 1968                    | 0    |                         |
| Ferroviário (Natal)                     | 1       | 1980                    | 0    |                         |
| Potiguar de Mossoró (Mossoró)           | 1       | 1981                    | 0    |                         |
| Piranhas (Jardim de Piranhas)           | 1       | 1998                    | 0    |                         |
| Potiguar de Parnamirim (Parnamirim)     | 1       | 2001                    | 0    |                         |
| Santa Cruz-RN (Santa Cruz)              | 1       | 2004                    | 0    |                         |
| Macau (Macau)                           | 1       | 2005                    | 0    |                         |
| Real Independente (Jardim de Piranhas)  | 1       | 2008                    | 0    |                         |
| Centenário Pauferrense (Pau dos Ferros) | 1       | 2009                    | 0    |                         |
| ABC B (Natal)                           | 1       | 2010                    | 0    |                         |
| Caicó (Caicó)                           | 1       | 2011                    | 0    |                         |
| Globo (Ceará-Mirim)                     | 1       | 2013                    | 0    |                         |
| ASSU (Assu)                             | 1       | 2015                    | 0    |                         |
| Baraúnas (Mossoró)                      | 1       | 2023                    | 0    |                         |
| Cruzeiro (Macaíba)                      | 0       |                         | 4    | 1947, 2006, 2007 e 2008 |
| Atlético Potiguar (Natal)               | 0       |                         | 3    | 1980, 2016 e 2017       |
| Atlético Potengi (Natal)                | 0       |                         | 2    | 2009 e 2013             |
| Currais Novos (Currais Novos)           | 0       |                         | 2    | 2012 e 2014             |
| EMSERV (Natal)                          | 0       |                         | 1    | 1981                    |
| São Paulo (Parnamirim)                  | 0       |                         | 1    | 1998                    |
| Bonor (Parnamirim)                      | 0       |                         | 1    | 2001                    |
| Vila Nova (Guamaré)                     | 0       |                         | 1    | 2004                    |
| Centenário (Parelhas)                   | 0       |                         | 1    | 2011                    |
| Riachuelo (Natal)                       | 0       |                         | 1    | 2021                    |
| Parnamirim (Parnamirim)                 | 0       |                         | 1    | 2023                    |